# Rhodesiella chosonica
Rhodesiella chosonica är en tvåvingeart som beskrevs av Nartshuk 2005. Rhodesiella chosonica ingår i släktet Rhodesiella och familjen fritflugor.
Artens utbredningsområde är Sydkorea. Inga underarter finns listade i Catalogue of Life.